# Merdita
Merdita (makedonsky: Мирдита, albánsky: Mirëdita) je vesnice v Severní Makedonii. Nachází se v opštině Gostivar v Položském regionu. 

## Demografie
Jedná se o čistě albánskou vesnici. V roce 1948 se sem přistěhoval rod Merdit z oblasti Mirdita v Albánii, konkrétně z vesnice Oroshi. Jsou jedinou rodinou, která zde žije. 
Podle sčítání lidu z roku 2021 žije ve vesnici 151 obyvatel albánské národnosti.  